# Haymarket Media Group
O Haymarket Media Group é a maior publicadora privada no Reino Unido. Também tem escritórios na Austrália, China, Alemanha, Bélgica, Índia, Japão, Singapura e Estados Unidos.